# Igrzyska Wspólnoty Narodów 2010
19. Igrzyska Wspólnoty Narodów – multidyscyplinarne zawody sportowe, które odbyły się w dniach 3 do 14 października 2010 roku  Nowym Delhi, w Indiach – kraj ten po raz pierwszy był gospodarzem tej imprezy. Ceremonia otwarcia igrzysk odbyła się na stadionie Jawaharlala Nehru w Nowym Delhi. Do kalendarza igrzysk powróciły: łucznictwo i zapasy. Oficjalną maskotką igrzysk był tygrys – Shera, a oficjalną piosenką igrzysk - "Jiyo Utho Bado Jeeto" wykonana przez indyjskiego kompozytora Allaha Rakha Rahmana. 
Sloganem igrzysk było hasło "Come out and play" (pl. "Wyjdź i zagraj").
Z uwagi na słabe przygotowanie organizatorów do przeprowadzenia tak dużych zawodów sportowych część sportowców wycofała się z igrzysk z troski o swoje bezpieczeństwo. W 2011 hinduska policja aresztowała (pod zarzutem faworyzawania w przetargach szwajcarskich firm dostarczających technologię pomiarową) przewodniczącego komitetu organizacyjnego igrzysk – Suresha Kalmadiego. Przewidywane koszty organizacji imprezy zostały przekroczone prawie czterdziestokrotnie (700 miliardów rupii wobec planowanych 18,9 miliarda).

## Wybór gospodarza
Nowe Delhi zostało wybrane w listopadzie 2003 na organizatora XIX Igrzysk Wspólnoty Narodów. Rywalem hinduskiego miasta było kanadyjskie Hamilton.
| Miasto            | Państwo |    |
| Delhi (zwycięzca) | Indie   | 46 |
| Hamilton          | Kanada  | 22 |

## Reprezentacje

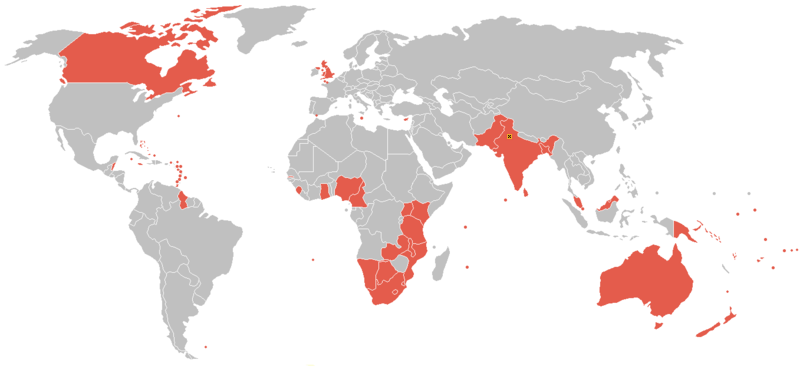
Kraje zakwalifikowane do XIX Igrzysk Wspólnoty Narodów

- Anglia (365)
- Anguilla (15)
- Antigua i Barbuda (19)
- Australia (377)
- Bahamy (25)
- Bangladesz (70)
- Barbados (28)
- Belize (9)
- Botswana (14)
- Bermudy (49)
- Brunei (12)
- Brytyjskie Wyspy Dziewicze (2)
- Cypr (56)
- Dominika (15)
- Falklandy (15)
- Gambia (17)
- Ghana (64)
- Gibraltar (15)
- Grenada (5)
- Guernsey (43)
- Gujana (34)
- Indie (495)
- Irlandia Północna (80)
- Jamajka (48)
- Jersey (33)
- Kajmany (17)
- Kamerun (20)
- Kanada (251)
- Kenia (136)
- Kiribati (17)
- Lesotho (10)
- Malawi (43)
- Malediwy (28)
- Malezja (203)
- Malta (22)
- Mauritius (60)
- Montserrat (5)
- Mozambik (10)
- Namibia (30)
- Nauru (6)
- Nigeria (101)
- Niue (24)
- Norfolk (22)
- Nowa Zelandia (192)
- Pakistan (54)
- Papua-Nowa Gwinea (79)
- Południowa Afryka (113)
- Rwanda (22)
- Saint Kitts i Nevis (7)
- Saint Lucia (13)
- Saint Vincent i Grenadyny (14)
- Samoa (53)
- Seszele (26)
- Sierra Leone (31)
- Singapur (68)
- Sri Lanka (93)
- Suazi (11)
- Szkocja (191)
- Tanzania (40)
- Tonga (22)
- Trynidad i Tobago (82)
- Turks i Caicos (8)
- Tuvalu (3)
- Uganda (65)
- Vanuatu (14)
- Walia (175)
- Wyspa Man (33)
- Wyspa Świętej Heleny, Wyspa Wniebowstąpienia i Tristan da Cunha (4)
- Wyspy Cooka (31)
- Wyspy Salomona (12)
- Zambia (22)

## Dyscypliny
| - pływanie (szczegóły) - Łucznictwo (szczegóły) - Lekkoatletyka (szczegóły) - Badminton (szczegóły) - Boks (szczegóły) - Kolarstwo (szczegóły) - Gimnastyka (szczegóły) - Hokej na trawie (szczegóły) - Kręglarstwo (szczegóły) | - Netball (szczegóły) - Rugby (szczegóły) - Strzelectwo (szczegóły) - Squash (szczegóły) - Tenis ziemny (szczegóły) - Tenis stołowy (szczegóły) - Podnoszenie ciężarów (szczegóły) - Zapasy (szczegóły) |

## Obiekty

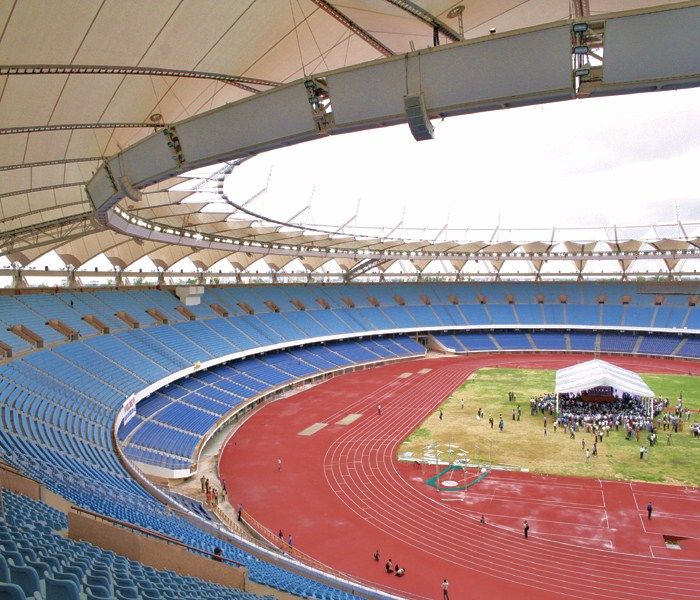
Jawaharlal Nehru Stadium

- Jawaharlal Nehru Stadium – lekkoatletyka, kręglarstwo, podnoszenie ciężarów
- Dhyan Chand National Stadium – hokej na trawie
- Indira Gandhi Arena – łucznictwo, kolarstwo, gimnastyka, zapasy
- Delhi University Sports Complex  – rugby
- Thyagaraj Stadium – netball
- Siri Fort Sports Complex – badminton, squash
- Dr. Karni Singh Shooting Range – strzelectwo
- Talkatora Stadium – boks
- SPM Swimming Pool Complex – pływanie
- RK Khanna Tennis Complex – tenis
- Yamuna Sports Complex – tenis stołowy

## Terminarz
| ● | Ceremonia otwarcia | ● | Zawody | ● | Ceremonia zamknięcia |

| Październik          | 3 | 4 | 5 | 6 | 7 | 8 | 9 | 10 | 11 | 12 | 13 | 14 |
| -------------------- | - | - | - | - | - | - | - | -- | -- | -- | -- | -- |
| Ceremonie            | ● |   |   |   |   |   |   |    |    |    |    | ●  |
| pływanie             |   | ● | ● | ● | ● | ● | ● | ●  | ●  | ●  | ●  |    |
| Łucznictwo           |   | ● | ● | ● | ● | ● | ● | ●  |    |    |    |    |
| Lekkoatletyka        |   |   |   | ● | ● | ● | ● | ●  | ●  | ●  |    | ●  |
| Badminton            |   | ● | ● | ● | ● | ● | ● | ●  | ●  | ●  |    | ●  |
| Boks                 |   |   | ● | ● | ● | ● | ● | ●  | ●  |    | ●  |    |
| Kolarstwo            |   |   | ● | ● | ● | ● |   | ●  |    |    | ●  |    |
| Gimnastyka           |   | ● | ● | ● | ● | ● |   |    |    | ●  | ●  | ●  |
| Hokej na trawie      |   | ● | ● | ● | ● | ● | ● | ●  | ●  | ●  | ●  | ●  |
| Kręglarstwo          |   | ● | ● | ● | ● | ● | ● | ●  | ●  | ●  | ●  |    |
| Netball              |   | ● | ● | ● | ● | ● | ● | ●  | ●  | ●  |    | ●  |
| Rugby                |   |   |   |   |   |   |   |    | ●  | ●  |    |    |
| Strzelectwo          |   |   | ● | ● | ● | ● | ● | ●  | ●  | ●  | ●  |    |
| Squash               |   | ● | ● | ● | ● | ● | ● | ●  | ●  | ●  | ●  |    |
| Tenis stołowy        |   | ● | ● | ● | ● | ● | ● | ●  | ●  | ●  | ●  | ●  |
| Tenis                |   | ● | ● | ● | ● | ● | ● | ●  |    |    |    |    |
| Podnoszenie ciężarów |   | ● | ● | ● | ● | ● | ● | ●  | ●  | ●  |    |    |
| Zapasy               |   |   | ● | ● | ● | ● | ● | ●  |    |    |    |    |
| Październik          | 3 | 4 | 5 | 6 | 7 | 8 | 9 | 10 | 11 | 12 | 13 | 14 |

## Klasyfikacja medalowa
| Klasyfikacja medalowa |                   |       |        |      |       |
| Lp.                   | Państwo           | złoto | srebro | brąz | razem |
| 1.                    | Australia         | 74    | 55     | 48   | 177   |
| 2.                    | Indie             | 38    | 27     | 36   | 101   |
| 3.                    | Anglia            | 37    | 60     | 45   | 7     |
| 4.                    | Kanada            | 26    | 17     | 32   | 75    |
| 5.                    | Kenia             | 12    | 11     | 10   | 33    |
| 6.                    | Południowa Afryka | 12    | 11     | 10   | 33    |
| 7.                    | Malezja           | 12    | 10     | 13   | 35    |
| 8.                    | Singapur          | 11    | 11     | 9    | 31    |
| 9.                    | Nigeria           | 11    | 10     | 14   | 35    |
| 10.                   | Szkocja           | 9     | 10     | 7    | 26    |